# نادي شرورة
نادي شرورة نادي كرة قدم سعودي يلعب في الدرجة الثالثة، يقع في مدينة شرورة، تأسس عام 1396هـ (1976م) كأقدم نادي في منطقة نجران.

## تشكيلة الفريق الحالية
| الرقم | الجنسية  | المركز | اللاعب           |
| ----- | -------- | ------ | ---------------- |
| --    | السعودية | حارس   | علي البريكي      |
| --    | السعودية | حارس   | علي المولد       |
| --    | السعودية | حارس   | ناجي الصيعري     |
| --    | السعودية | حارس   | سلمان الكربي     |
| --    | السعودية | مدافع  | أمجد السلمي      |
| --    | السعودية | مدافع  | حاتم معتوق       |
| --    | السعودية | مدافع  | إبراهيم بديري    |
| --    | السعودية | مدافع  | خالد المطيري     |
| --    | السعودية | مدافع  | مهند المولد      |
| --    | السعودية | مدافع  | مبارك الزعبي     |
| --    | السعودية | مدافع  | قبلان العجمي     |
| --    | السعودية | مدافع  | صالح بالعبيد     |
| --    | السعودية | مدافع  | سعود الشهراني    |
| --    | السعودية | وسط    | عبد الرحمن أسامة |
| --    | السعودية | وسط    | عبد الله الصيعري |

| الرقم | الجنسية  | المركز | اللاعب         |
| ----- | -------- | ------ | -------------- |
| --    | السعودية | وسط    | علي بالعبيد    |
| --    | السعودية | وسط    | عقيل الشريف    |
| --    | السعودية | وسط    | فهد عسيري      |
| --    | السعودية | وسط    | حسام الشعبي    |
| --    | السعودية | وسط    | مبروك النجراني |
| --    | السعودية | وسط    | مالك باقيس     |
| --    | السعودية | وسط    | مرضي الصيعري   |
| --    | السعودية | وسط    | مرزوق اليامي   |
| --    | السعودية | وسط    | محمد زيلعي     |
| --    | السعودية | وسط    | أسامة جعفري    |
| --    | السعودية | وسط    | يحيى عسيري     |
| --    | السعودية | مهاجم  | بخيت الشريف    |
| --    | السعودية | مهاجم  | حماد البريكي   |
| --    | السعودية | مهاجم  | أسامة الزبيدي  |
| --    | السعودية | مهاجم  | وديع الزبيدي   |